# Christoph Jacobsz. van der Lamen

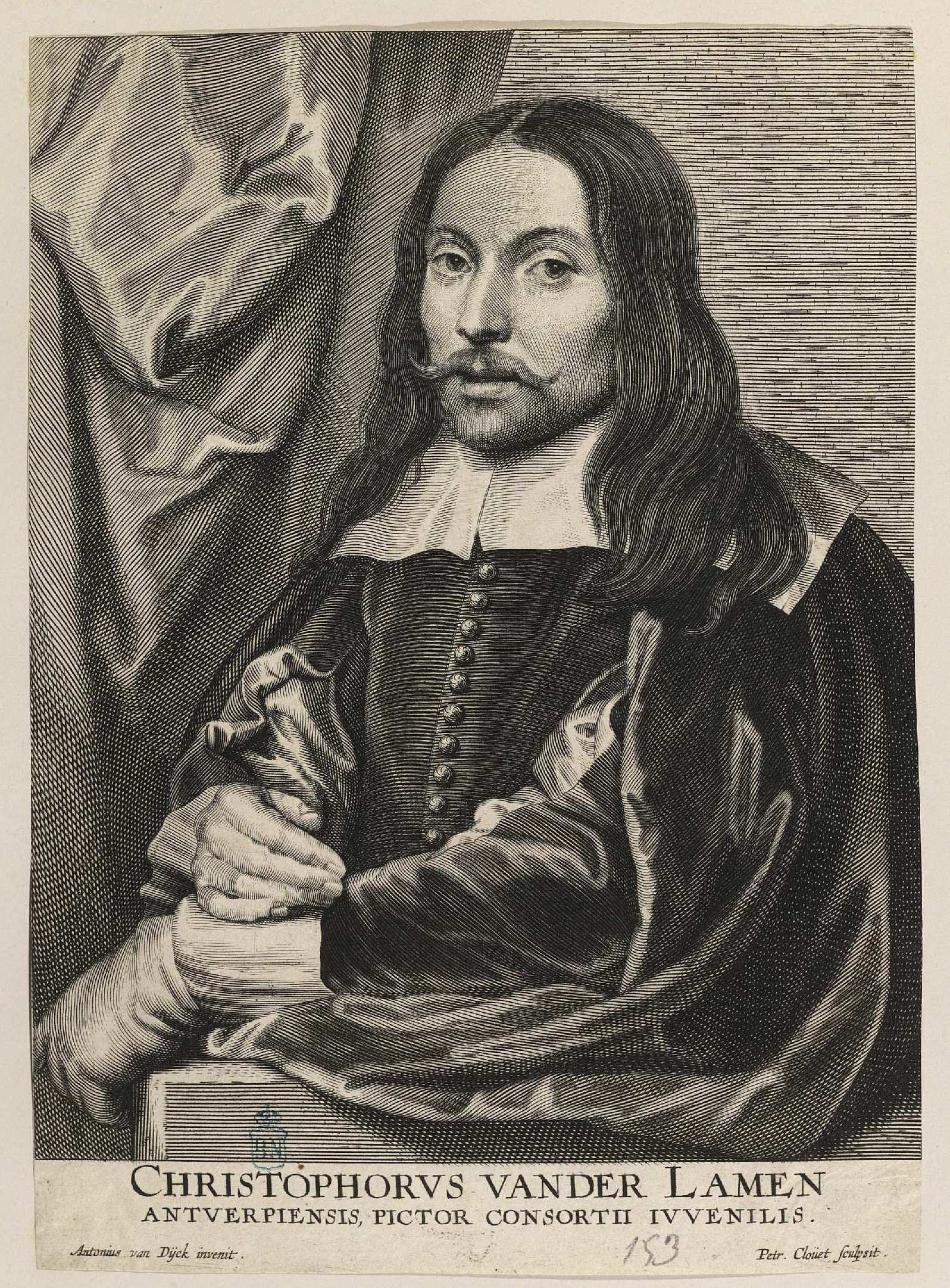
Retrato de Christoph van der Lamen grabado a buril por Peeter Clouwet según pintura de Anton van Dyck. Biblioteca Nacional de España.

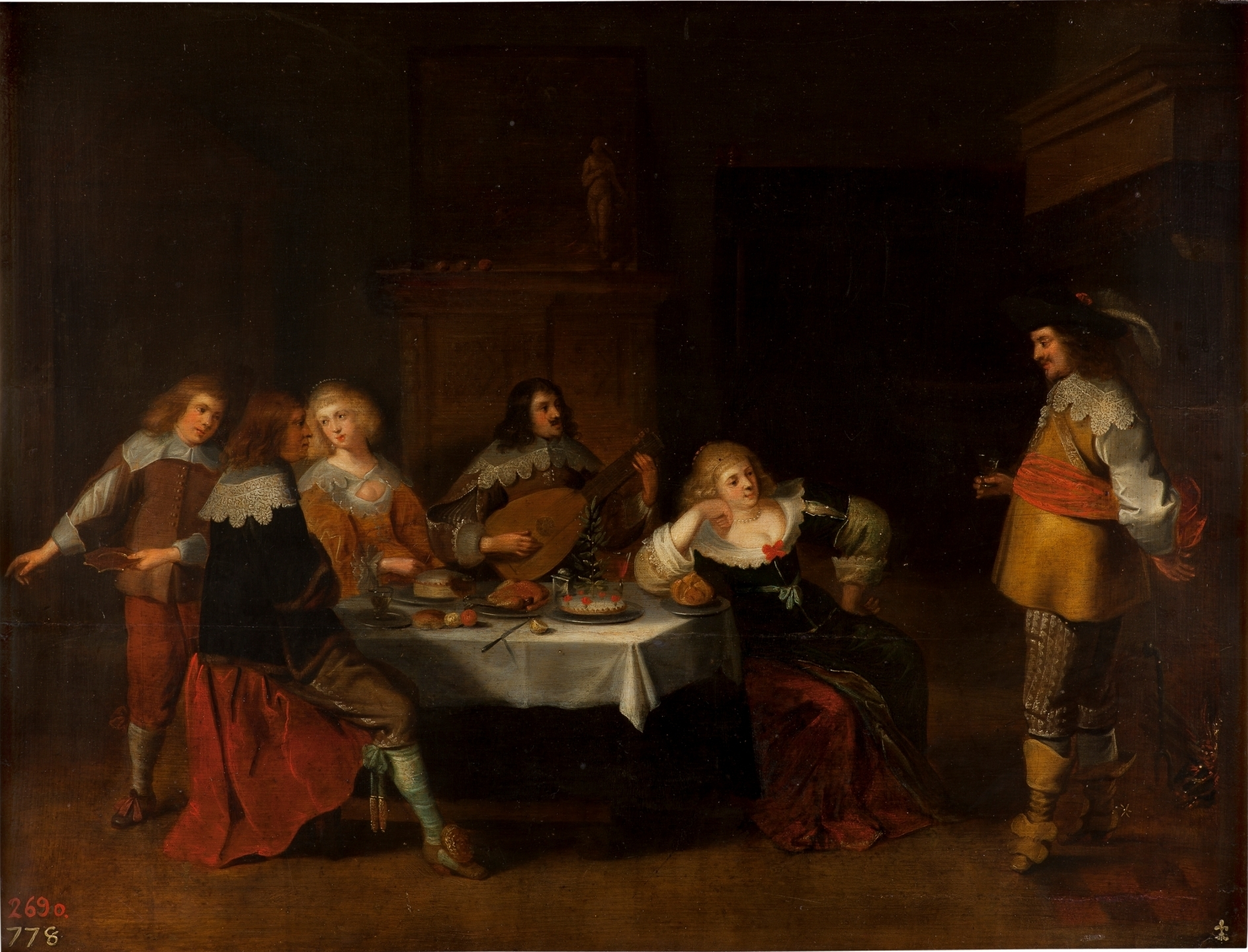
Banquete de cortesanas y soldados, óleo sobre tabla, 47 x 63 cm, Museo de Bellas Artes de Granada en depósito del Museo del Prado.

Christoph Jacobsz. van der Lamen o Christoffel Jacobsz. van der Laemen (Bruselas, hacia 1606-Amberes, hacia 1652) fue un pintor barroco flamenco especializado en escenas de género, burguesas y galantes, desarrolladas en espacios interiores al modo de algunas obras de David Teniers II o de David Rijckaert, aunque con figuras algo más «acartonadas».

## Biografía
Hijo del también pintor de escenas de género Jacob van der Lamen y de Anna Dirkx, en el periodo 1636-1637 fue admitido como maestro en el gremio de pintores de Amberes y recibió como alumno a Hieronymus Janssens, llamado el Bailarín, quien continuó con la tradición de las conversaciones galantes hasta los últimos años del siglo. Contrajo matrimonio el 15 de febrero de 1642, en la iglesia de Santiago de Amberes, actuando como testigo su tío, el pintor Paul Rijckaert. El 22 de septiembre de 1651 fue bautizada Johanna, la sexta hija del pintor, por cuya partida de bautismo consta que el pintor en esa fecha todavía se encontraba vivo, pero debió de morir poco después.
Al modo de las conversaciones galantes neerlandesas, con la representación de banquetes o conciertos de cámara, las reuniones burguesas de Lamen carecen de la vivacidad de las más típicamente flamencas fiestas campestres, para poner el acento en la contención de los gestos y en la elegancia de los vestidos, incluso si sus reuniones están protagonizadas por cortesanas y soldados cuando quiere dotar a sus escenas de contenido moral, como sucede en la titulada Vida disoluta, una de las tablas propiedad del Museo del Prado de la que se conocen algunas réplicas, interpretada como ilustración de uno de los pasajes de la parábola evangélica del hijo pródigo (Lucas, XV, 13).